# إم بي سي تي في
إم بي سي تي في ((هانغل: MBC TV)) هي قناة أخبار وترفيه ودراما، تابعة لشركة البث مؤسسة منهوا للإذاعة  (MBC). وتشتهر القناة ببرامج الدراما والترفيه. المحطة التلفزيونية هي نتيجة الاندماج الاضطراري لشركة البث تونغيانغ (سابقا كانت جزاء من جي تي بي سي) إلى  (MBC) أغسطس 1969.

## روابط خارجية
- الموقع الرسمي